# Тишино (Смоленский район)
Тишино — деревня в Смоленском районе Смоленской области России. Входит в состав Сметанинского сельского поселения. Население — 64 жителя (2007 год). 
Расположена в западной части области в 24 км к западу от Смоленска, в 0,5 км западнее автодороги М1 «Беларусь». В 0,5 км западнее деревни расположена железнодорожная станция О.п. 416-й км на линии Смоленск — Витебск. 

## История
В годы Великой Отечественной войны деревня была оккупирована гитлеровскими войсками в июле 1941 года, освобождена в сентябре 1943 года. 